# Spike (电视频道)
Spike（旧为Spike TV）是1983年3月7日推出的美国有线电视频道，隶属于维亚康姆旗下的维亚康姆传媒电视网所有，总部设在加利福尼亚州洛杉矶。
2015年2月，Spike在美国约有9340万订阅用户，其中有接近一半（45％）的观众为女性。
2017年2月8日，维亚康姆宣布Spike将在2018年初更名为派拉蒙电视网。

## 外部連結
- 官方网站